# Temnocthispa
Temnocthispa là một chi bọ cánh cứng trong họ Chrysomelidae.
Chi này được miêu tả khoa học năm 1940 bởi Uhmann.

## Các loài
Các loài trong chi này gồm:
- Temnocthispa deplanata (Waterhouse, 1881)
- Temnocthispa jocosa Uhmann, 1940
- Temnocthispa truncata (Fabricius, 1801)